# Convento de Santa Clara (Tolosa)
El convento de Santa Clara es un edificio religioso de monjas Clarisas Franciscanas emplazado en la localidad española de Tolosa (Guipúzcoa) y construido entre los siglos XVII y XVIII.

## Historia
La fundación se remonta a 1612, cuando Miguel Pérez de Mendiola y su esposa, Magdalena de Huaene, pusieron con real licencia a disposición de la primera comunidad de clarisas su casa-torre de Iturriza.
El reducido tamaño y la incomodidad de la casa, no concebida para usos religiosos, empujó a la comunidad a dotarse de un edificio de nueva planta adecuado a las necesidades monacales. En 1666 se fundó el actual convento, cuya iglesia fue levantada posteriormente, entre 1711 y 1732. 
Los avatares históricos (guerras, inundaciones) obligaron a la comunidad clarisa tolosana a mudarse temporalmente en cuatro ocasiones.
El convento fue ocupado por las tropas francesas y utilizado como hospital militar entre 1808 y 1813.
En 1964 el Convento de Santa Clara fue declarado Monumento Histórico-Artístico de interés provincial.
En el año 2024, las últimas cuatro religiosas clarisas abandonaronTolosa tras 411 años de permanencia en la villa.

## Descripción
El Convento se encuentra ubicado dentro del casco urbano de la villa, junto al río Oria y rodeado de un entorno montañoso: por una parte, el monte Uzturre, y por la otra, el Santuario de Nuestra Señora de Izaskun.
Se trata de un templo barroco, de un austero estilo conventual que rehúye toda ornamentación en la arquitectura tanto exterior como interior. Los paramentos exteriores presentan un aparejo mixto de mampostería (predominante) y sillarejo (reservado a esquinas, aleros y vanos), empleando como material piedra caliza gris-azulada.
Interiormente presenta planta de cruz latina con los brazos transversales muy cortos. Los dos primeros tramos de la nave longitudinal, que recubre una bóveda de cañón con lunetos, se corresponden al coro bajo y se hallan separados de los dos tramos anteriores por una reja, elemento que en origen marcaba la separación entre las zonas litúrgicas seglar y claustral.
Sobre el crucero, una cúpula de media naranja sobre pechinas, completamente desornamentada.
Sin duda, el elemento más destacado de la iglesia es el retablo mayor, una artística mazonería dorada (1758) con talla policromada de mediados del siglo XVIII, de transición desde el barroco churrigueresco y el rococó.
Su artífice fue el azpeitiano Ignacio Ibero, destacado retablista y arquitecto de la época, autor entre otras obras del Santuario de Loyola. Otros cuatro retablos menores y de similar estilo se sitúan en el tramo más adelantado de la nave y en los brazos del crucero.

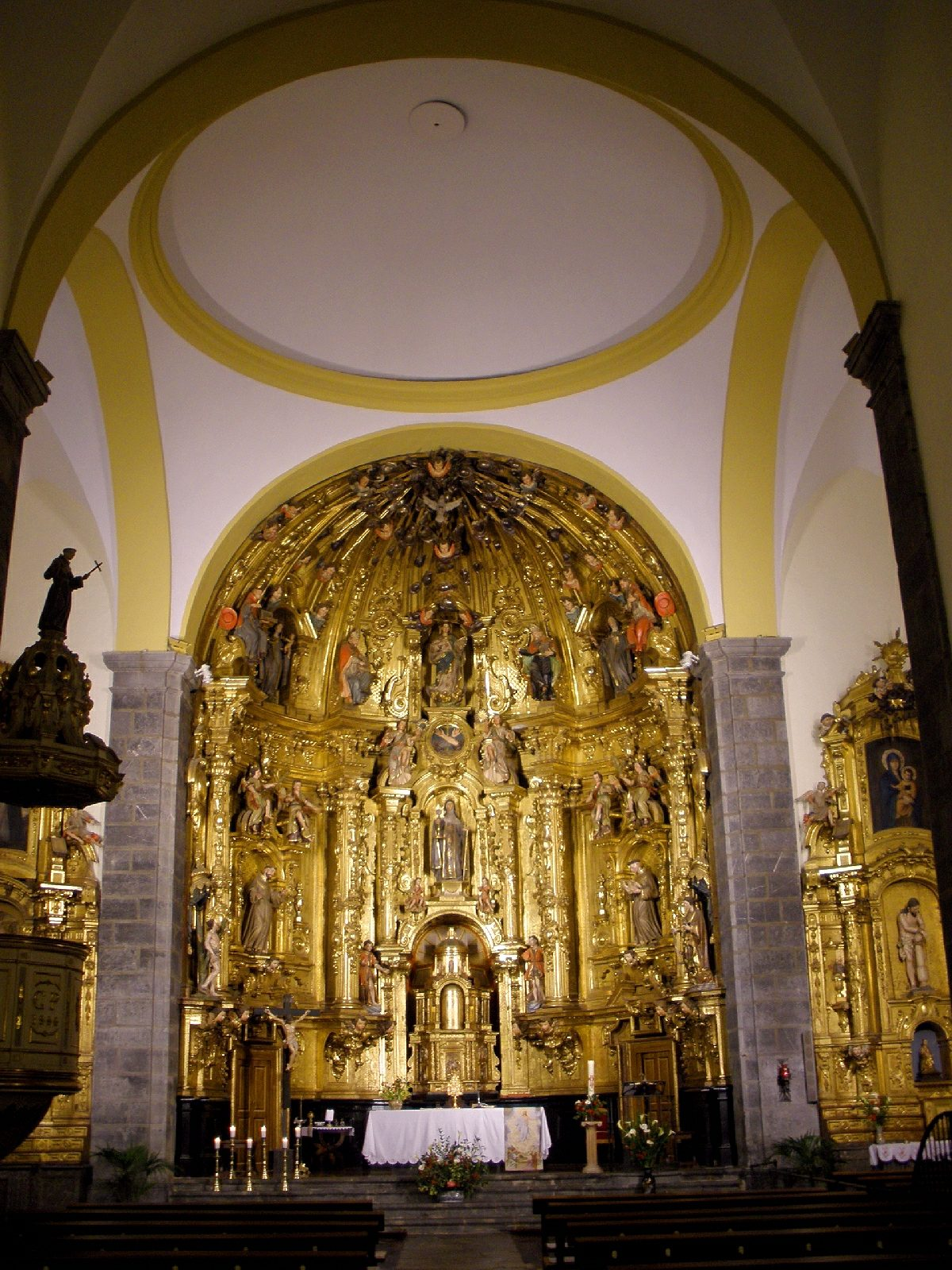
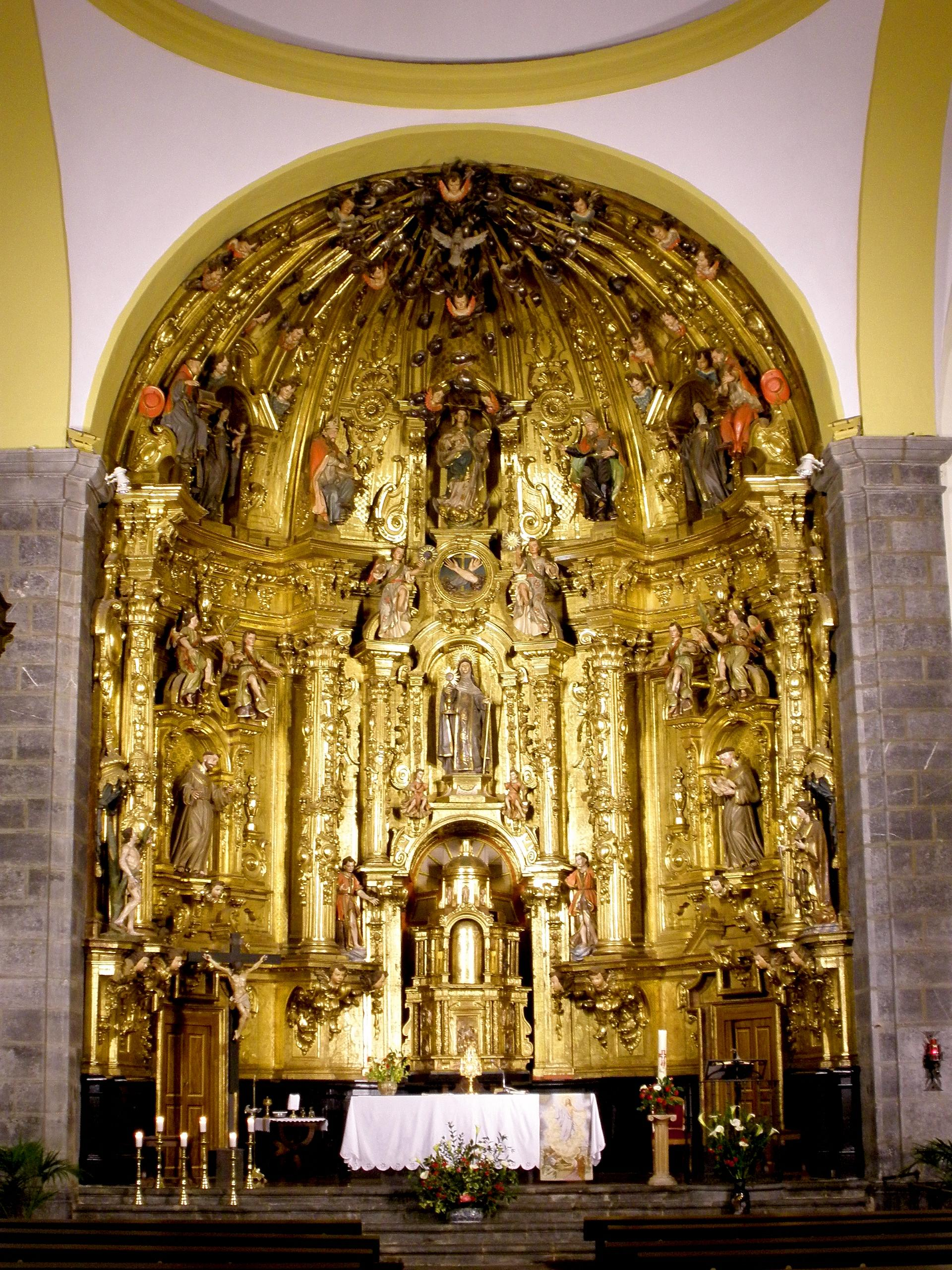
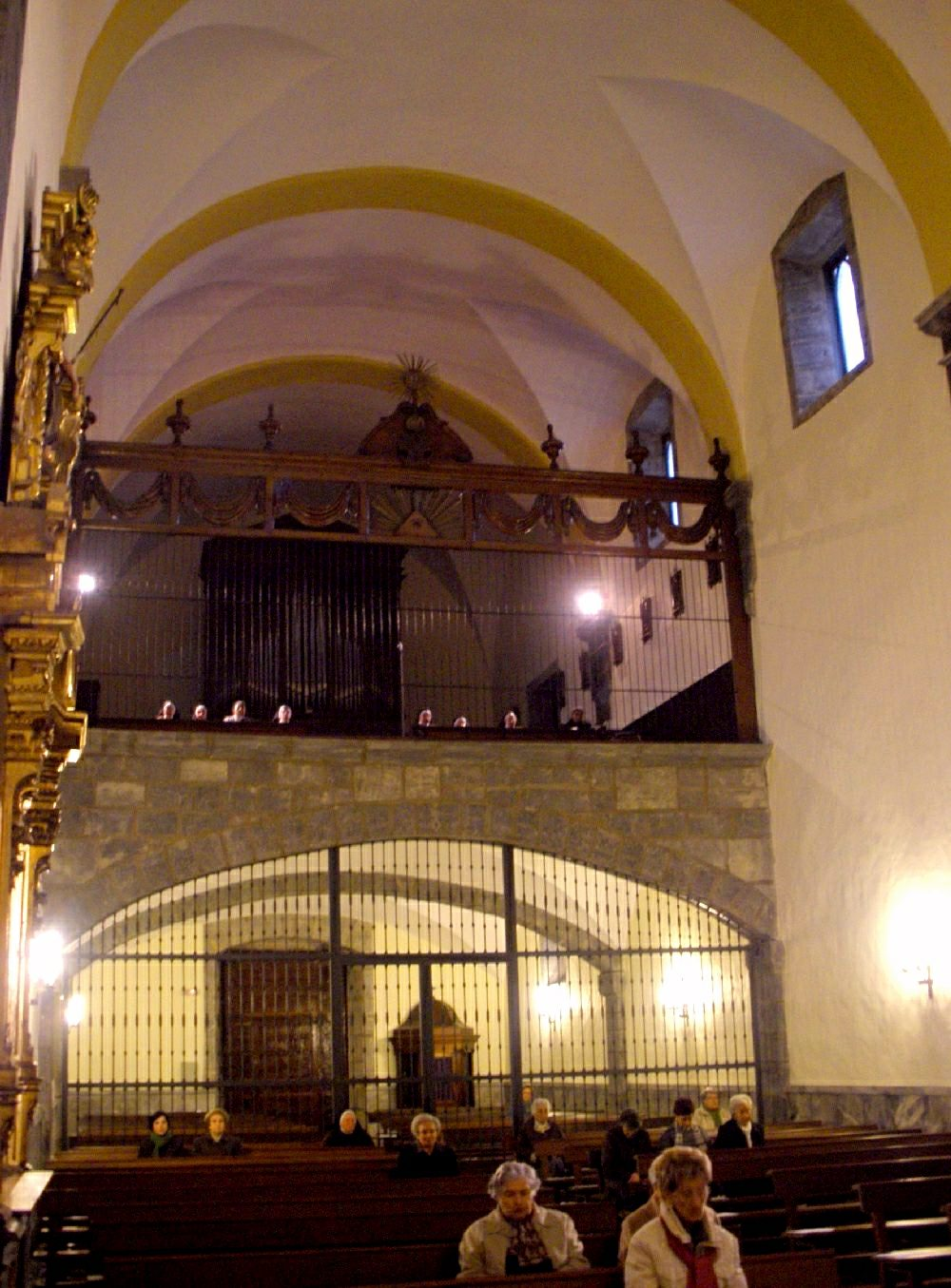
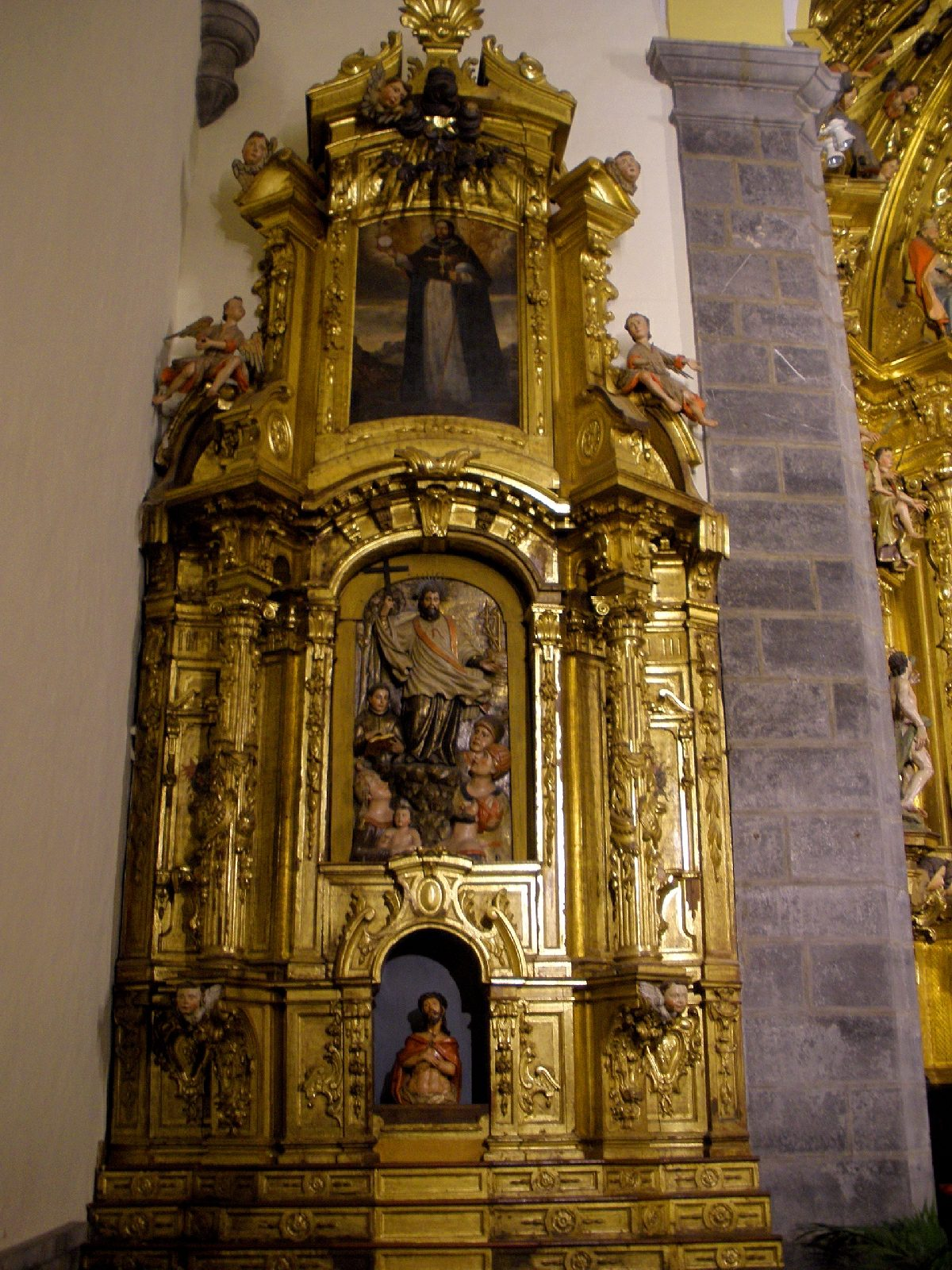
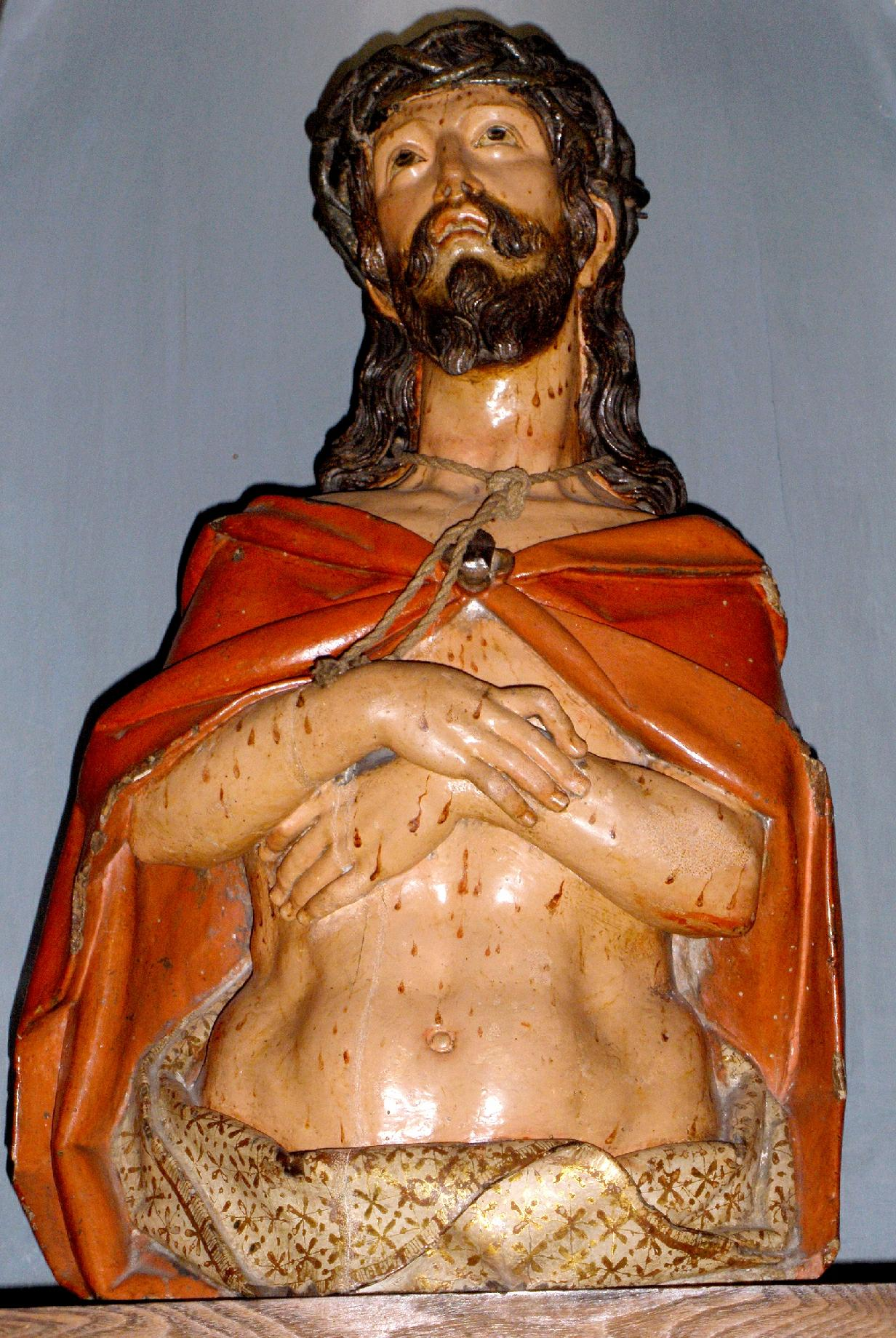